# Второв, Александр Фёдорович
Александр Фёдорович Второв (20 ноября 1841 года, Лух, Костромская губерния — 20 октября 1911 года, Москва) — русский купец, предприниматель, гласный Иркутской городской думы.

## Биография

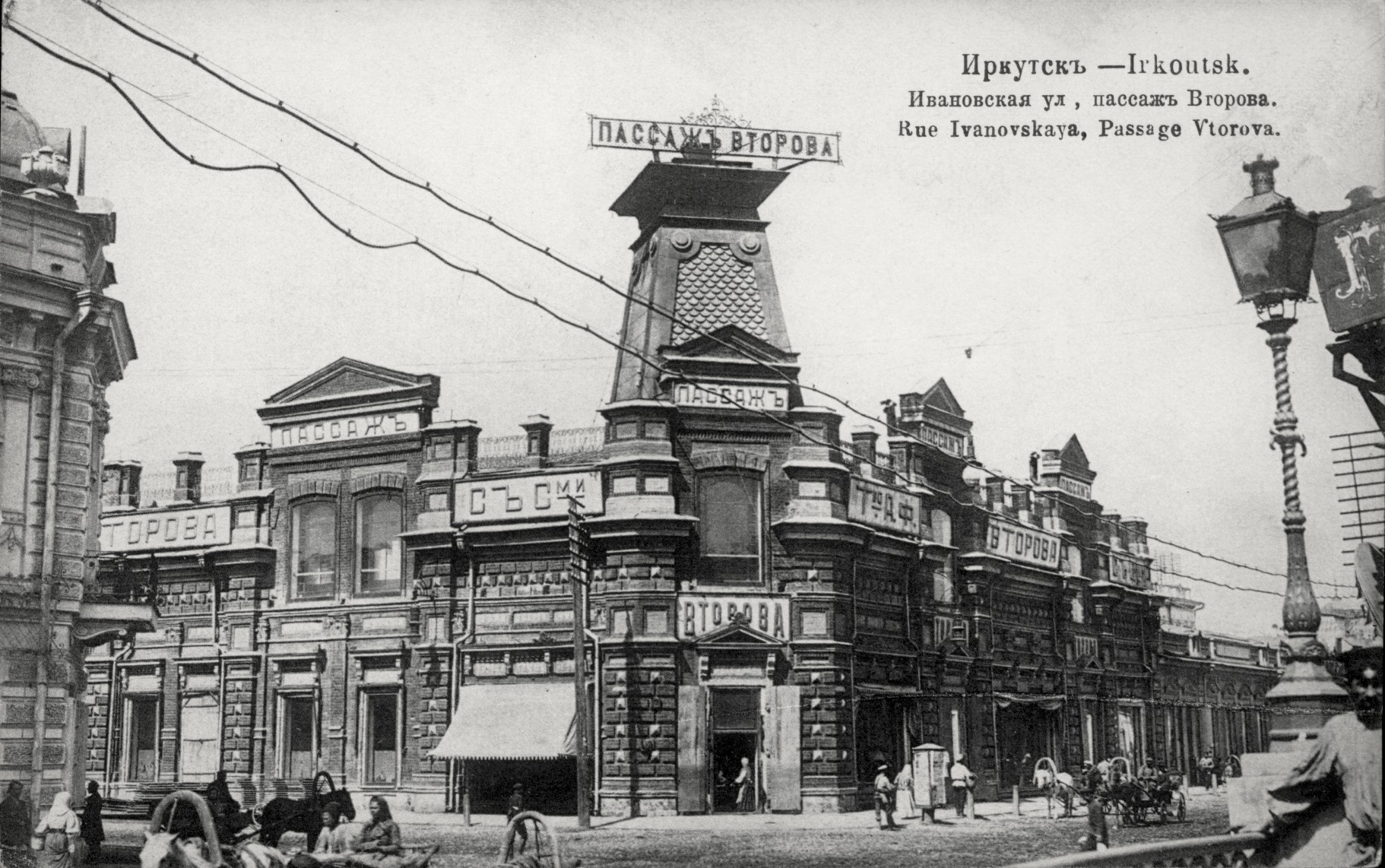
Пассаж А. Ф. Второва в Иркутске, 1900

В 1862 году переехал в Иркутск. Происхождение капитала неизвестно. Вероятно, капитал приобретён в результате женитьбы на купеческой дочери. В 1866 году Александр Второв открыл в Иркутске оптовую торговлю мануфактурой, которую приобретал на нижегородской ярмарке. В 1871 году записался во 2-ю гильдию. В том же году основал товарищество «А. Ф. Второв и сыновья».

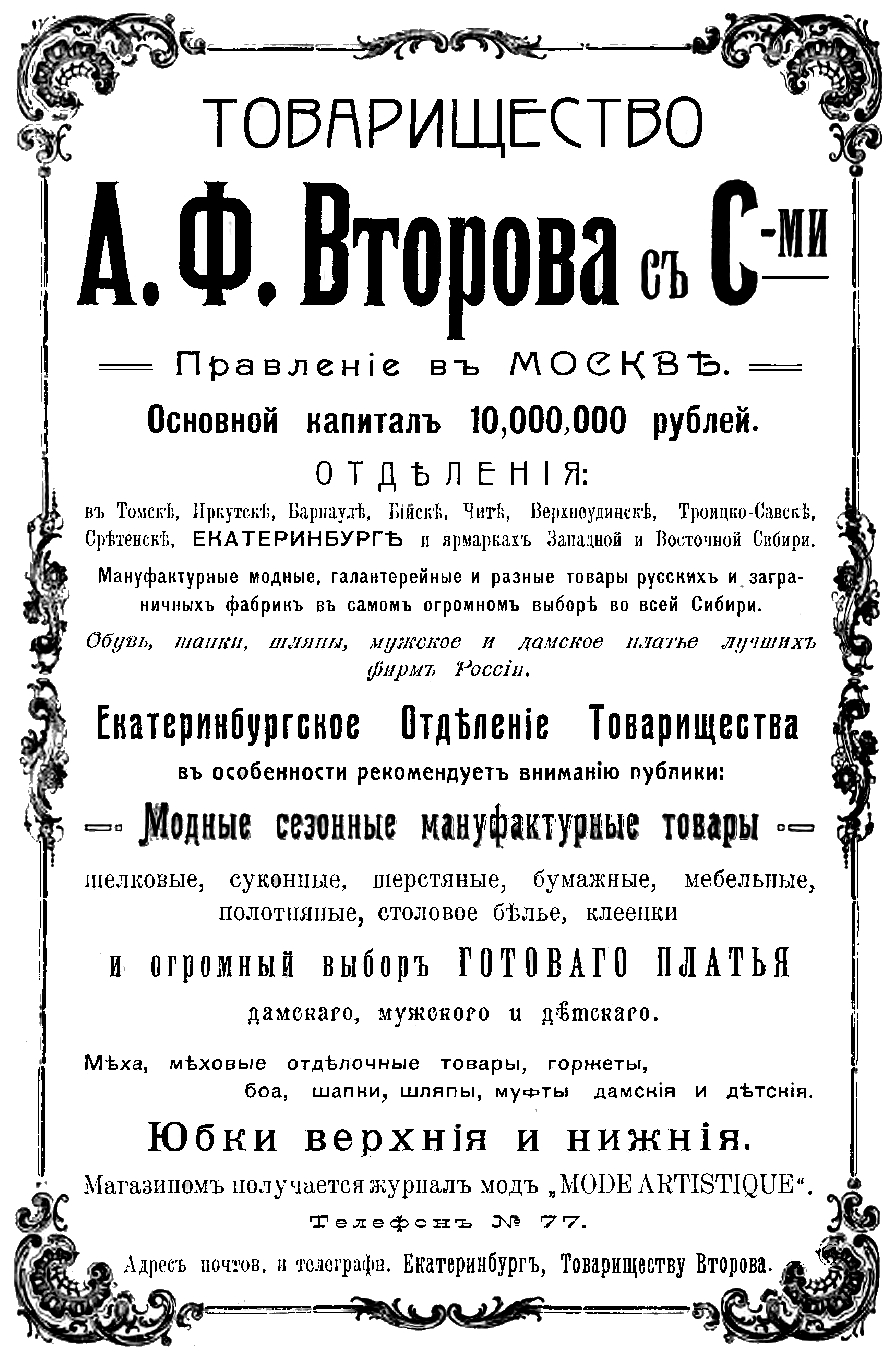
Реклама А. Ф. Второва. Екатеринбург

В 1870-е годы Второв открыл торговлю на Верхнеудинской и Нижегородской ярмарках, а позднее приступил к открытию оптовых отделений в Томске и городах Забайкалья — Верхнеудинске, Чите, Сретенске и Троицкосавске.
В 1873—1880 годах, с 1885 года по 2 января 1886 года, в 1888—1897 годах был гласным Иркутской городской думы.
С 1876 года Второв — купец 1-й гильдии, в 1880-е годы стал одним из крупнейших торговцев Сибири. Помимо торговли мануфактурой, товарищество стало заниматься и другими видами торговли, недвижимостью, промышленным производством.
В 1895 году Второв получил звание потомственного почётного гражданина. Иркутску в общей сложности он пожертвовал около 200 тысяч рублей; здесь он являлся почетным членом Иркутского губернского попечительства детских приютов, членом Благотворительного общества, почетным попечителем учительской гимназии.
Отделения товарищества существовали в Екатеринбурге, Томске, Новониколаевске, Иркутске, Петровском Заводе, Верхнеудинске, Барнауле, Бийске, Троицкосавске, Сретенске, Камне, Чите.
В конце XIX — начале XX века А. Ф. Второв был крупнейшим торговцем текстильными товарами в Сибири.
В 1897 году Александр Фёдорович переехал в Москву на постоянное жительство, перенеся туда же главную контору. Уполномоченными фирмы и руководителями отделений в крупных городах Сибири остались его сыновья: в Иркутске — Александр, а в Томске — Николай.
В феврале 1900 года был утвержден устав «Товарищества А. Ф. Второва с сыновьями» с капиталом 3 миллиона рублей. Все паи товарищества принадлежали членам семьи Второвых. Товарищество Второва купило в 1906 году мануфактурное дело товарищества Н. Д. Стахеева — своего главного конкурента в Сибири. После этого товарищество открыло свои представительства в Барнауле, Бийске, Новониколаевске, Камне.
Александр Федорович Второв был похоронен на кладбище Скорбященского женского монастыря (могила утрачена — кладбище было снесено в 1930 году). Там же была похоронена Клавдия Яковлевна Второва.
По его духовному завещанию из 13 миллионов рублей 8 миллионов наследовал сын Николай, города Иркутску и Луху оставил по 25 тысяч рублей с условием, что проценты с этой суммы дважды в год, на Пасху и Рождество, будут выдаваться нуждающимся горожанам.

## Семья
- 1-й брак — (в 1865 г.)  О.И.Кузнецова, дочь крестьянина Ковровского уезда Владимирской губернии.

Сын — Николай Александрович Второв (1866, Иркутск — 20 мая 1918, Москва) продолжил дело отца и стал обладателем самого большого состояния в России начала XX века.
- 2-й брак (с 5.06.1867) — Клавдия Яковлевна Малкова (ум.в 1912), дочь иркутского купца второй гильдии Якова Степановича Малкова, на средства которого в Иркутске была построена Николо-Иннокентьевская церковь.

6 детей (сын Александр и 5 дочерей — Анна, Надежда, Наталья, Мария, Вера).
- Сын — Александр Александрович[2] (1868, Иркутск—1940, Зарайск) был женат на Варваре Ивановне Смирновой (ум.1933), представительнице знаменитой «водочной» династии (ее отец — Иван Алексеевич Смирнов (1806–1873), купец 1-й гильдии). После Октябрьской революции  работали в Статистическом Управлении Моссовета (до 1921 года),  в апреле 1930 года сосланы в Нижний Новгород.  Дети: Варвара (род. 1902), ее муж — Александр Павлович Сытин[3];  Клавдия (род. 1906), в замужестве Соколова,  Александр (1911, Иркутск — после 1942), рабочий, строитель, сторож. Признан негодным к службе в армии. Был арестован в 1942 году в деревне Старбеево, Московской области, приговорён военным трибуналом войск НКВД 29 июня 1942 года к 10 годам лишения свободы в ИТЛ, за хранение найденных в лесу немецких листовок. Дальнейшая его судьба неизвестна. Реабилитирован 24.10.1990 г.
- Дочь — Анна Александровна (1873—1956, Египет; похоронена на кладбище греческого православного монастыря Святого Георгия в Каире). Замужем за Сергеем Николаевичем Коншиным (1863—1911), серпуховским потомственным почетным гражданином, сыном текстильного промышленника Н. Н. Коншина. Дочь — Татьяна (г.р.1901).   После смерти С.Н.Коншина опекуном Татьяны Коншиной стал ее крестный, муж сестры Анны Александровны Надежды — Александр Иванович Коновалов.  В 1918 году Анна Александровна и ее дочь эмигрировали из России.
- Дочь — Вера Александровна, замужем за Константином Арсеньевичем Ясюнинским. Сыновья — Николай (г.р.1887) и (предположительно? Владимир).
- Дочь — Надежда Александровна (1879, Иркутск—1959), замужем за Александром Ивановичем Коноваловым (развелись в 1905 году, но сохранили дружеские отношения). Их сын — Сергей (1899—1982), историк, литературовед, экономист. После 1918 года — в эмиграции.
- Дочь — Наталья Александровна (г.р.1880, Иркутск), замужем (с 1904 г.) за Федором Федоровичем Федоровым (1866—?), потомственным почетным гражданином Москвы, предпринимателем, окончившим коммерческое отделение Рижского политехнического института и получившим ученую степень кандидата коммерции.  Ф.Ф.Федоров был известным коллекционером рекламных плакатов и журналов[4]. С середины 1890-х годов из своих поездок на международные выставки и ярмарки в качестве торгового представителя Федоров привозил образцы рекламной графики, книги и журналы, посвященные искусству плаката, мастерам графического дизайна. В 1934 году он продал свое собрание — 700 плакатов французских, австрийских, немецких, британских, американских и польских художников и библиотеку специализированной литературы — Государственному музею нового западного искусства. В 1948 году, после закрытия ГМНЗИ, коллекция была помещена в Государственную Третьяковскую галерею и в Отдел гравюры и рисунка ГМИИ им. А.С. Пушкина. Дочь Натальи Александровны и Федора Федоровича — Ольга (г.р.1910).
- Дочь — Мария Александровна (г.р.1892), замужем (с 1910 г.) за Павлом Михайловичем Часовниковым, купцом, предпринимателем. Сын — Михаил.

## Память
Иркутск
- Усадьба Второва (1897, архитектор В. А. Шретер), ныне Дворец детского и юношеского творчества  Объект культурного наследия № 3810029000№ 3810029000[5]
- Пассаж Второва, угол улиц Ивановской и Харлампиевской (ныне ул. Горького, 31) — снесён.

Томск
- Пассаж Второва (1904, архитектор В. М. Сухоровский, проспект Ленина, д. 111)  Объект культурного наследия № 7000163000№ 7000163000
- Каменный жилой дом усадьбы Второва, улица Гагарина, д. 5  Объект культурного наследия № 7030137000№ 7030137000
- Ошибочно называемый "особняком Второва" жилой дом П. И. Макушина по улице Гагарина, д. 3[6]  Объект культурного наследия № 7000108000№ 7000108000

Бийск
- Пассаж Второва, улица Льва Толстого, д. 144  Объект культурного наследия № 2210122000№ 2210122000[7]

Чита
- Пассаж Второва, Амурская улица, д. 56  Объект культурного наследия № 7510002000№ 7510002000[8]

Барнаул
- Магазин Второва, улица Льва Толстого, д. 32  Объект культурного наследия № 2200692000№ 2200692000

Улан-Удэ
- Магазин-пассаж купца Второва (улица Ленина, д. 21)[9]. Не сохранились: дом Второва на Лосевской улице и дачи.

Новосибирск
- Магазин фирмы «А. Ф. Второв и сыновья» Красный проспект, д. 26  Объект культурного наследия № 5430032000№ 5430032000[10]

Екатеринбург
- Торговый дом «А. Ф. Второв и сыновья» Успенская улица (ныне — улица Вайнера), в 1928—1929 годы здание перестроено под Свердловский академический театр драмы (д. 10)[11][12]

Сретенск
- Дом Второва (ул. Набережная, 30 — межпоселенческий социально-культурный центр Сретенского района). Построен в конце XIX века, использовался для осуществления торговой деятельности купца[13]. Объект культурного наследия регионального значения[14].

## Галерея

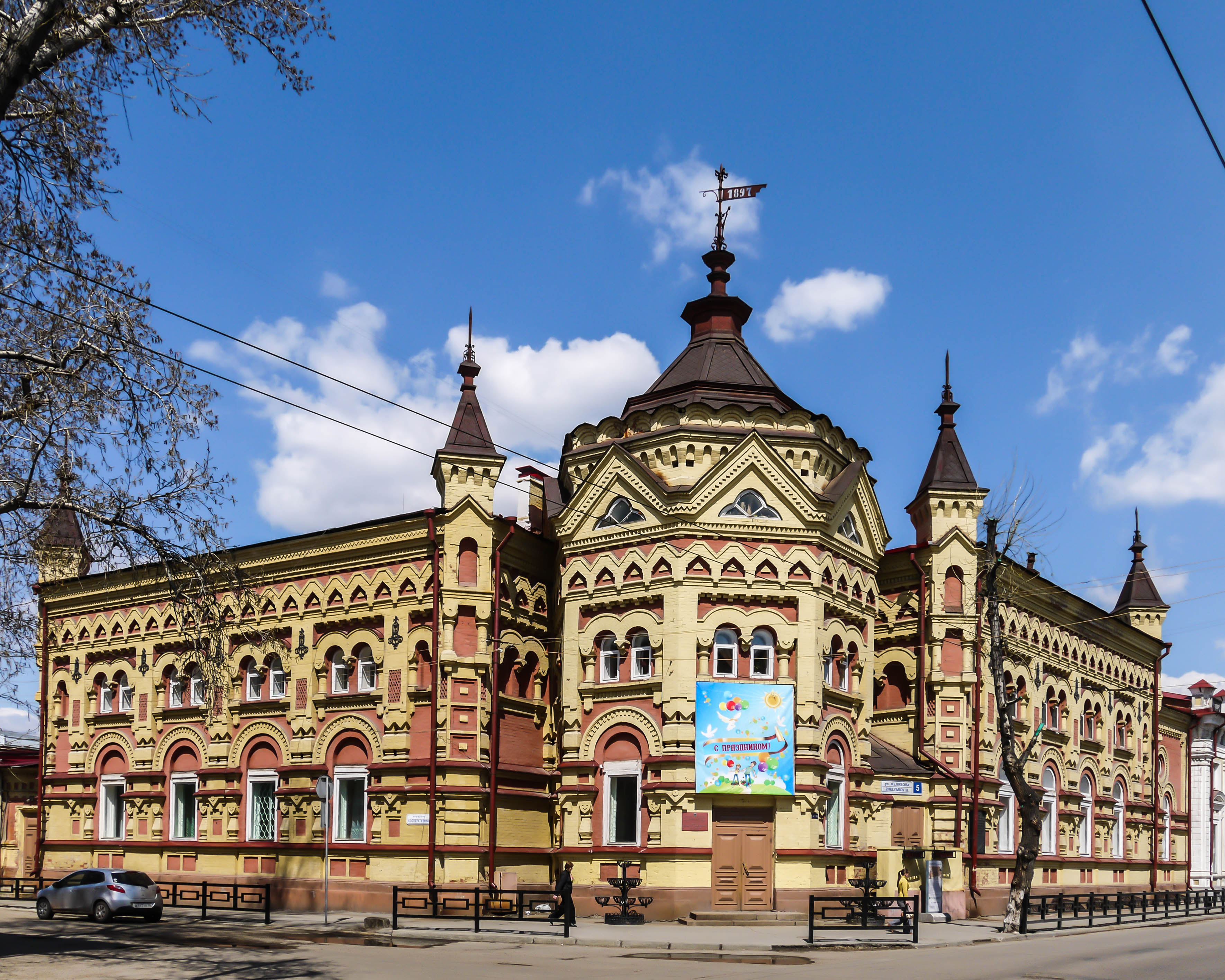
Иркутск
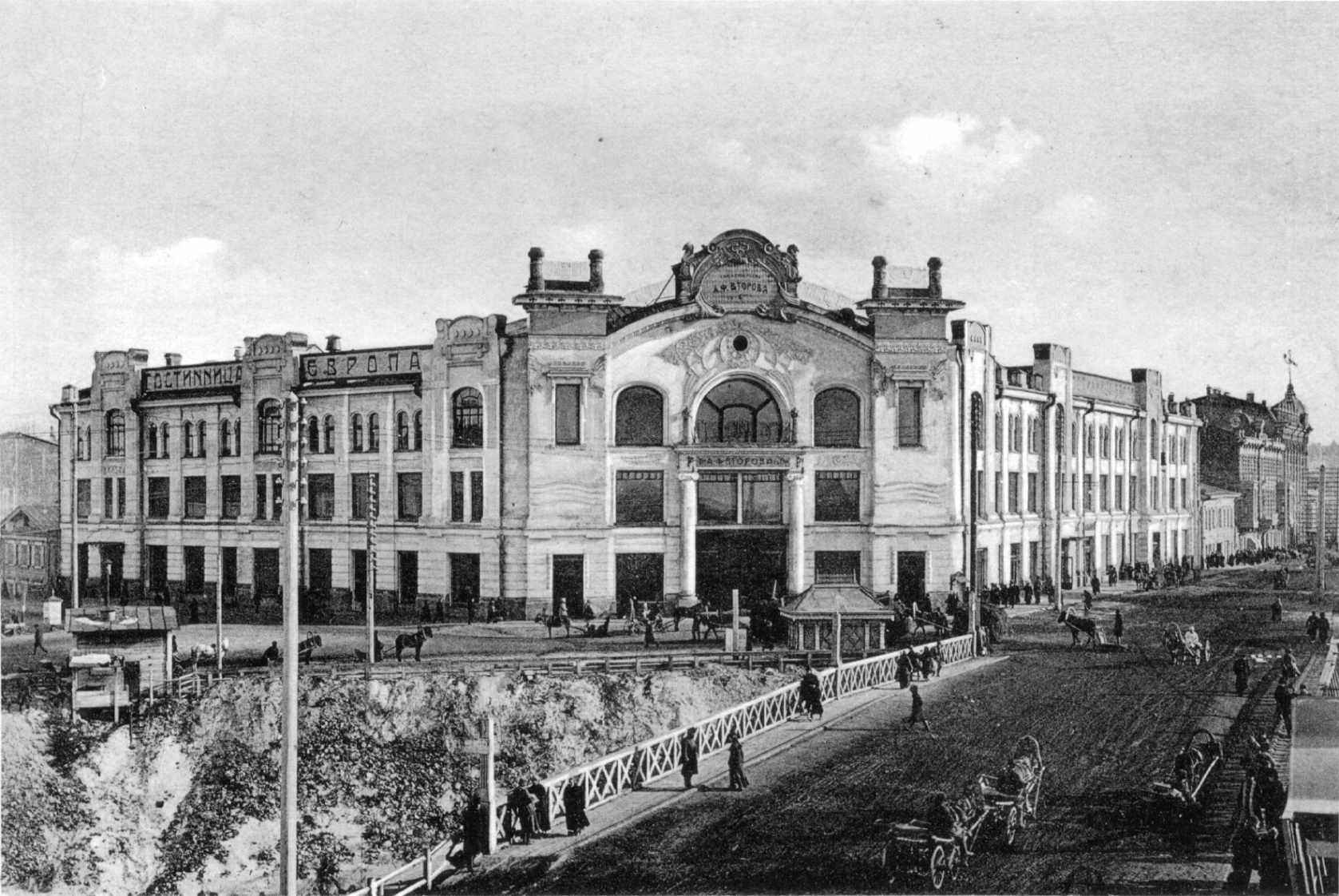
Томск
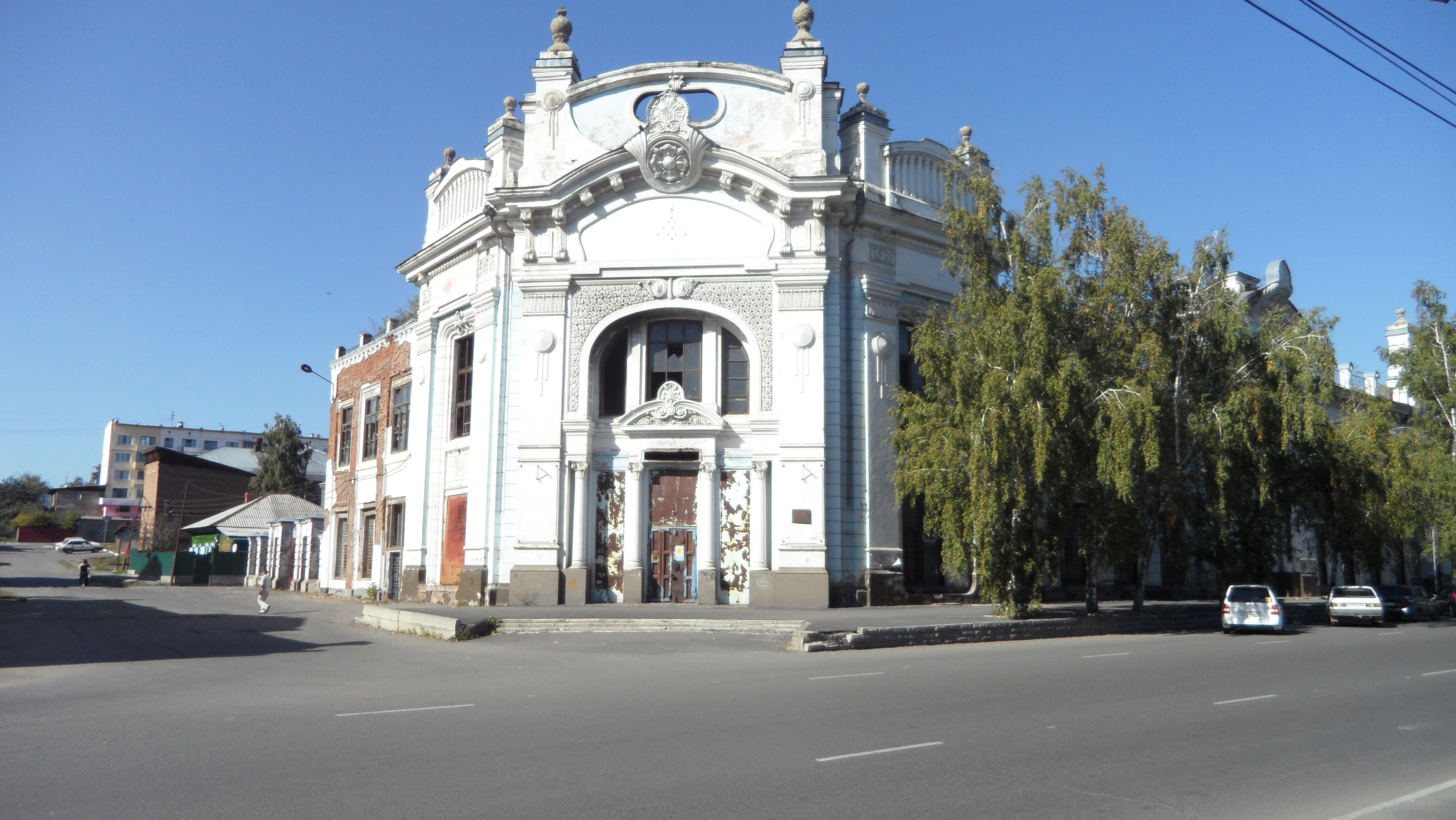
Бийск
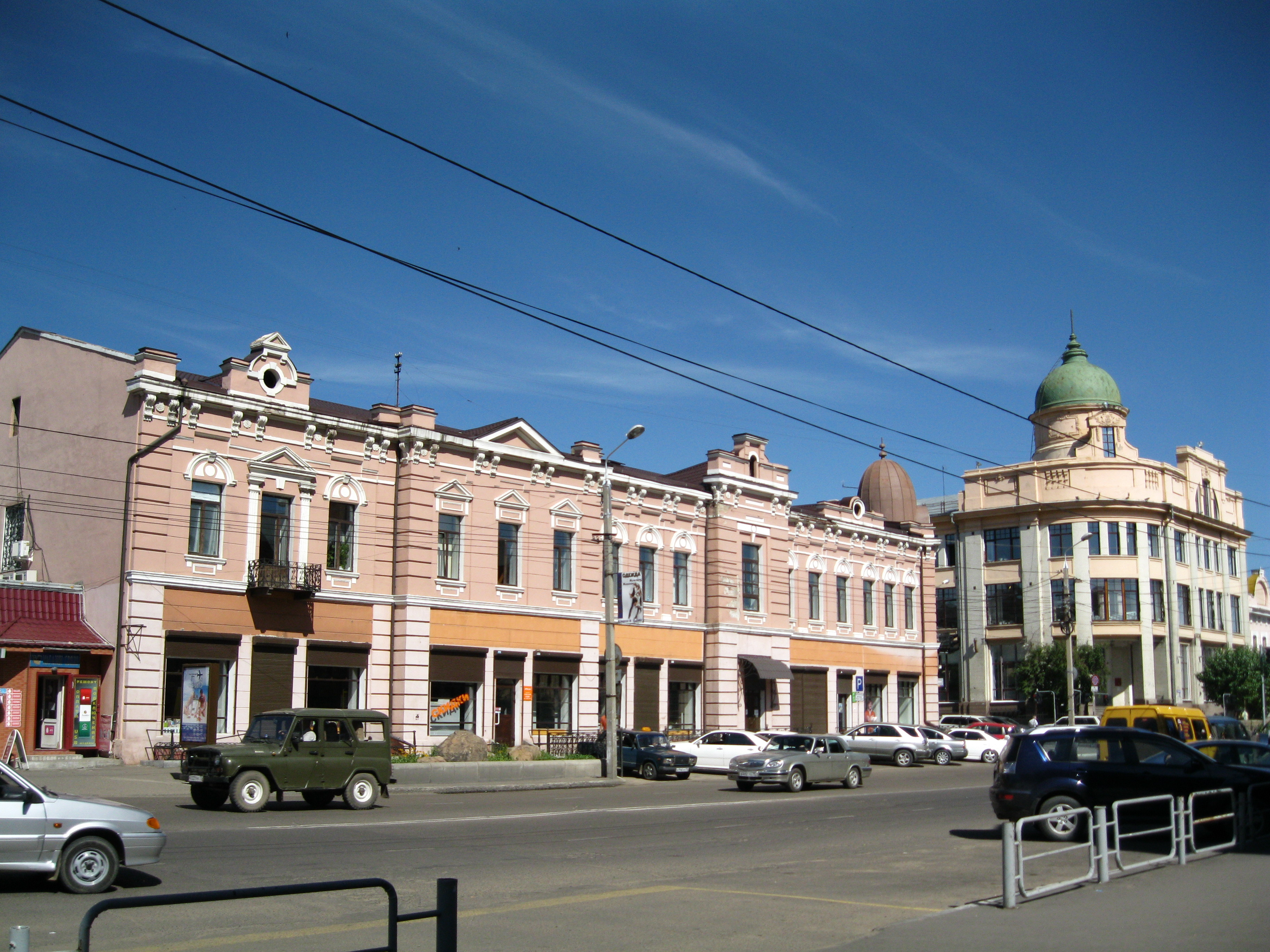
Чита
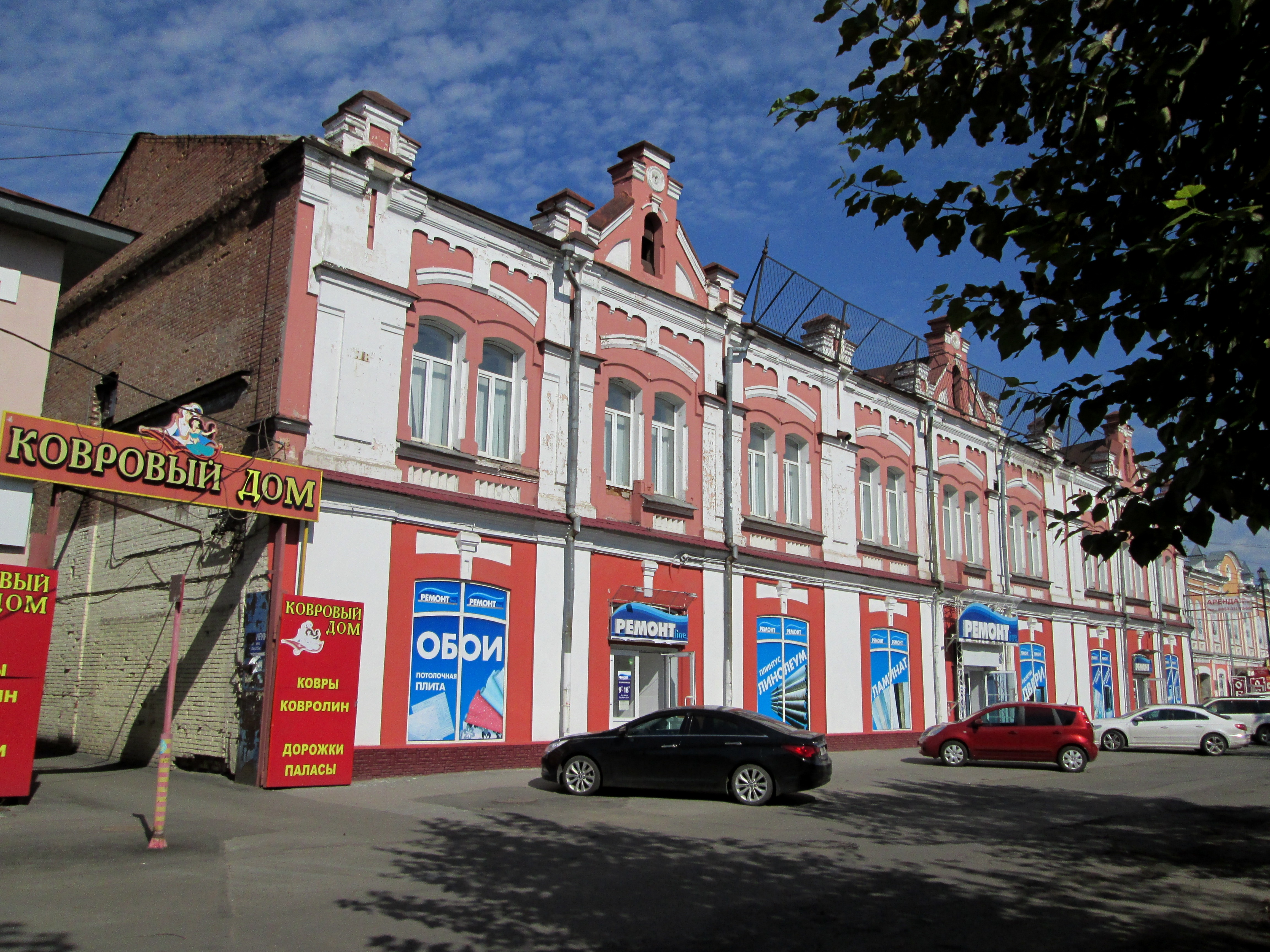
Барнаул
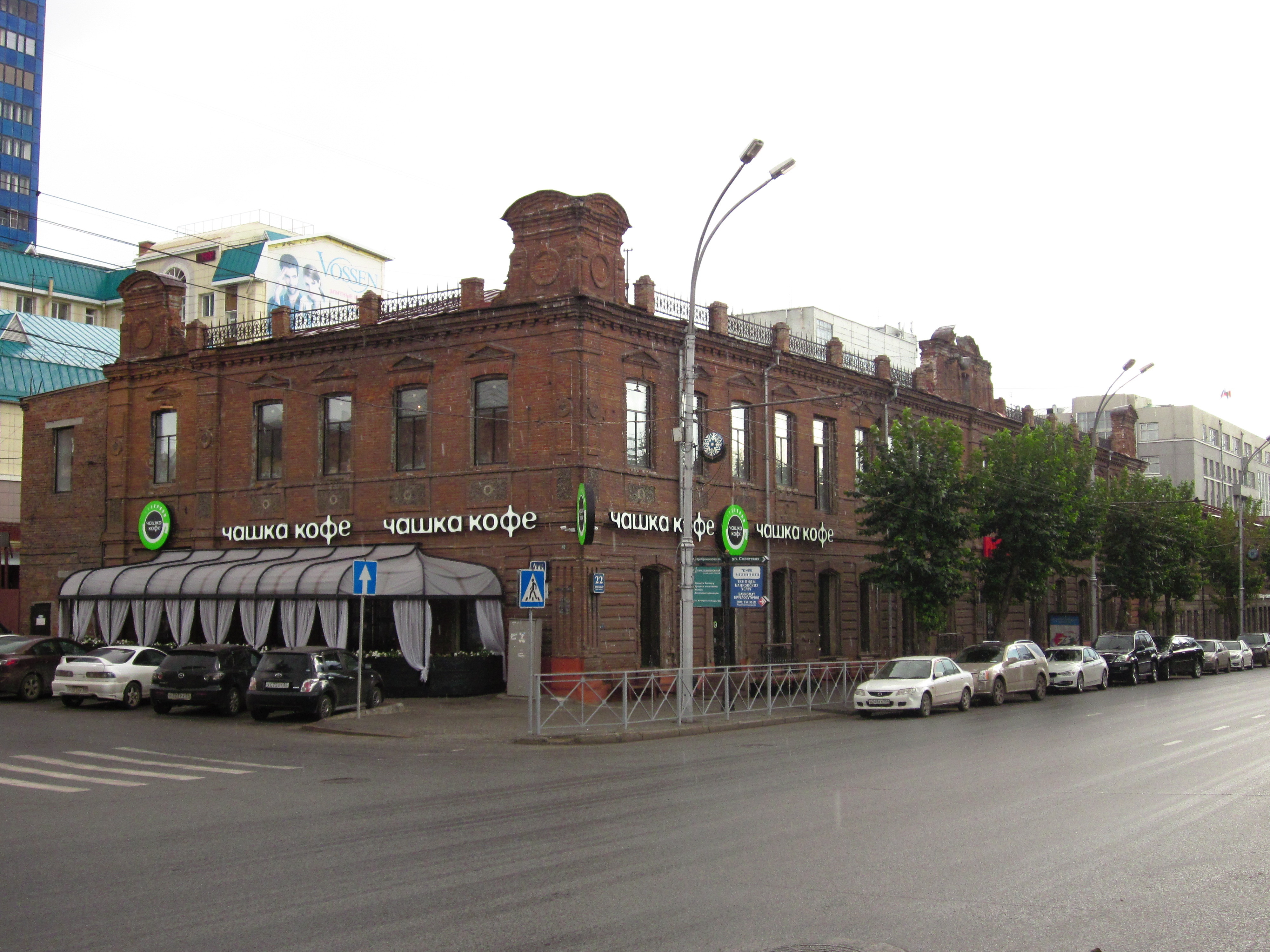
Новосибирск
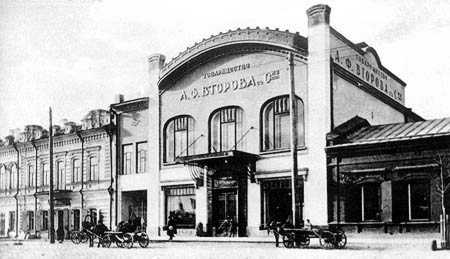
Екатеринбург